# Giuseppe Protospatario
Giuseppe Protospatario (falecido em setembro de 1665) foi um prelado católico romano que serviu como bispo de Boiano de 1664 a 1665.

## Biografia
No dia 31 de março de 1664, Giuseppe Protospatario foi nomeado pelo Papa Alexandre VII como Bispo de Boiano. serviu como Bispo de Boiano até à sua morte em setembro de 1665.